# إيرلنغ ماندلمان
إيرلنغ ماندلمان (بالإنجليزية: Erling Mandelmann) (و.18 نوفمبر 1935 - 14 يناير 2018) مصور دنماركي. بدأ حياته المهنية كمصور صحفي مستقل في منتصف الستينيات.

## سيرة شخصية
عمل ماندلمان لمدة 40 عامًا كمصور مستقل ومصور صور لعدد من المنشورات السويسرية والأوروبية، وكذلك للعديد من المنظمات الدولية مثل منظمة الصحة العالمية ومنظمة العمل الدولية والأمم المتحدة ومنظمة العفو الدولية .
أخذ أكثر من 500 صورة شخصية لأشخاص، بما في ذلك تينزن غياتسو، ونويل كوارد، وغيرترود فير، ونينا هاجن، وجوني هاليداي، والأمير هانز آدم. تم حفظ أرشيفات صوره في متحف لوزان التاريخي.

## بعض الصور

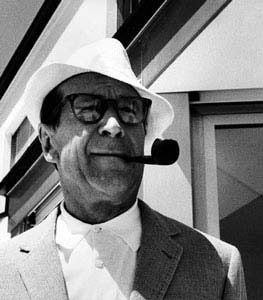
جورج سيمنون (1963)
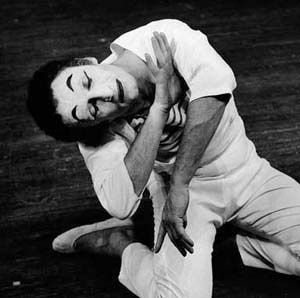
مارسيل مارسو (1963)
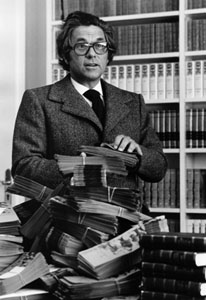
بيير بالتاسار دي مورالت (1973)
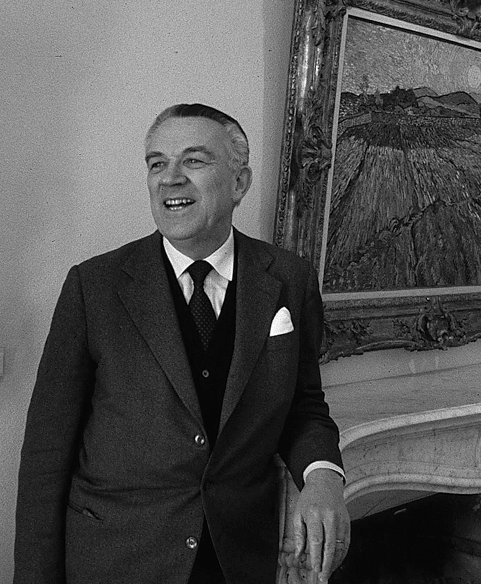
François Daulte (fr) (1985)
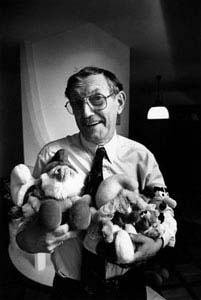
بيو (1990)
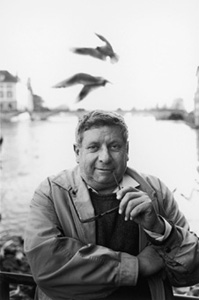
هوغو لوتشر (1993)

## روابط خارجية
- موقع شخصي
- صور المشاهير
- المؤسسة السويسرية للتصوير
- متحف لوزان التاريخي (سويسرا)
- إرلنغ ماندلمان على موقع منظمة الصحة العالمية على الإنترنت
- Venterol.net - مصورة ايرلنغ ماندلمان
- فيلا «لو لاك» لو كوربوزييه